# Maják Split Rock
Maják Split Rock se nachází jihozápadně od Silver Bay v okrese Lake County v Minnesotě v USA, na severním břehu Hořejšího jezera. Stavbu navrhl inženýr Ralph Russell Tinkham a v roce 1910 ji dokončila společnost United States Lighthouse Service nákladem 75 000 dolarů, včetně budov a pozemku. Maják je považován za jeden z nejmalebnějších majáků ve Spojených státech.

## Historie
Maják Split Rock byl postaven v reakci na velké ztráty lodí během bouře Mataafa v roce 1905, během níž bylo na Hořejším jezeře ztraceno nebo poškozeno 29 lodí. Jeden z těchto vraků, Madeira, se nachází severně od majáku.
Maják stojí na 41 m vysokém skalnatém srázu. Osmiboká věž je cihlová stavba na betonovém soklu, který je posazen na betonových základech ve skále útesu. Maják je zakončen velkou ocelovou lucernou s Fresnelovou čočkou třetího řádu, která byla vyrobenou společností Barbier, Bernard and Turenne Company v Paříži ve Francii. Věž byla postavena pro čočku druhého řádu, ale když stavba překročila rozpočet, finanční prostředky stačily pouze na menší čočku třetího řádu. Čočka se vznášela na ložisku z tekuté rtuti, což umožňovalo otáčení s minimálním odporem. Čočka se otáčela pomocí složitého hodinového mechanismu poháněného závažími, která se pohybovala dolů středem věže a následně se vytáhla pomocí kliky zpět na nahoru. Na maják byla jako světelný zdroj instalována petrolejová lampa.
V době stavby majáku do oblasti nevedly žádné silnice. Veškerý stavební materiál a zásoby se dovážely po vodě a na vrchol útesu byly vyzdviženy jeřábem. Lampa se poprvé rozsvítila 31. července 1910. Díky své malebné poloze se maják brzy stal turistickou atrakcí pro námořníky a výletní lodě. Oblíbenost byla tak veliká, že v roce 1924 byla vybudována silnice (Minnesotská státní silnice 61), která umožnila přístup po pevnině.
V roce 1940 byla stanice elektrifikována a lampa byla nahrazena elektrickou žárovkou s výkonem 1000 W a původní světelný zdroj byl přemístěn na maják Au Sable Point v severním Michiganu. Maják Split Rock byl v rámci modernizace vybaven nautofonem, který byl umístěn v budově vedle majáku. Původní zvukový signál vydávala dvojice sirén poháněných dvěma benzinovými vzduchovými kompresory Franklin o výkonu 22 kW, které vyrobila společnost Chicago Pneumatic Tool Company. V roce 1932 byly benzinové motory nahrazeny dieselovými. V roce 1936 byl nautofon nahrazen diafonem typu F-2-T. O čtyři roky později byla stanice a diafon elektrifikovány, ale v roce 1961 byl jejich provoz ukončen.
Pobřežní stráž USA v roce 1969 vyřadila maják z provozu. Nyní je součástí státního parku Split Rock Lighthouse a provozuje ho Minnesota Historical Society (Minnesotská historická společnost). Součástí areálu je původní věž a Fresnelova čočka, budova diafonu, sklad petroleje a tři domy strážců majáku. Maják je zrestaurován do podoby z konce dvacátých let 20. století. V roce 1969 bylo místo zapsáno do Národního registru historických památek. Navzdory svému vyřazení z provozu je maják každý rok 10. listopadu rozsvěcen na památku lodi SS Edmund Fitzgerald, která se toho dne v roce 1975 potopila. Dne 30. června 2011 byl maják prohlášen za národní historickou památku.
Strážce majáku Lee Radzak pracoval na majáku v letech 1982–2019, nejdéle ze všech strážců majáku na tomto místě.

## Maják v umění
Poštovní služba Spojených států vydala 17. června 1995 známku s vyobrazením majáku. Byl to jeden z pěti majáků vybraných do série poštovních známek „Lighthouses of the Great Lakes“, které v roce 1995 navrhl Howard Koslow. Na každém z Velkých jezer byl vybrán jeden maják. Kromě majáku Split Rock Light na Hořejším jezeře jde o maják St Joseph na Michiganském jezeře, maják Spectacle Reef na Huronském jezeře, maják Marblehead (Ohio) na Erijském jezeře a maják Thirty Mile Point na Ontarijském jezeře.
Pro svou malebnou podobu a umístění se stal námětem mnoha fotografií a pohlednic. Maják se objevil také ve filmu Velký Gatsby z roku 2013.

## Galerie

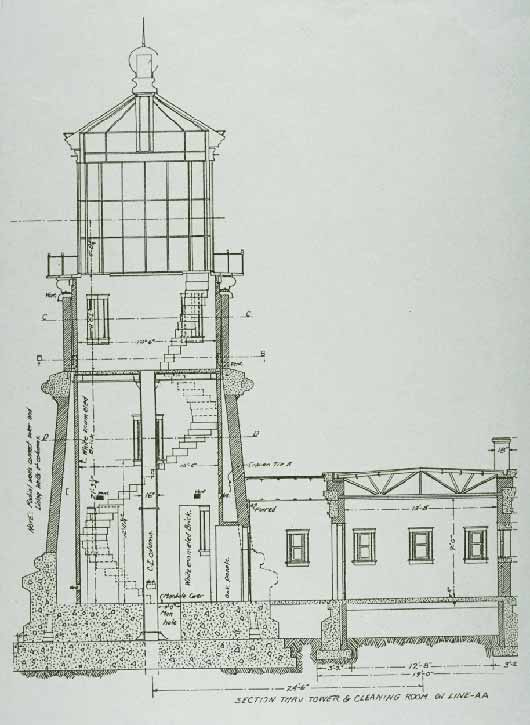
Stavební plán
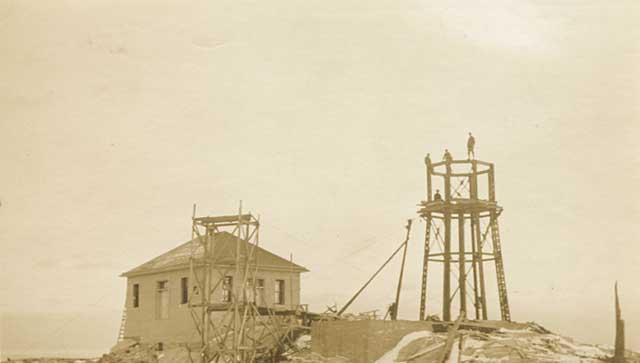
Výstavba
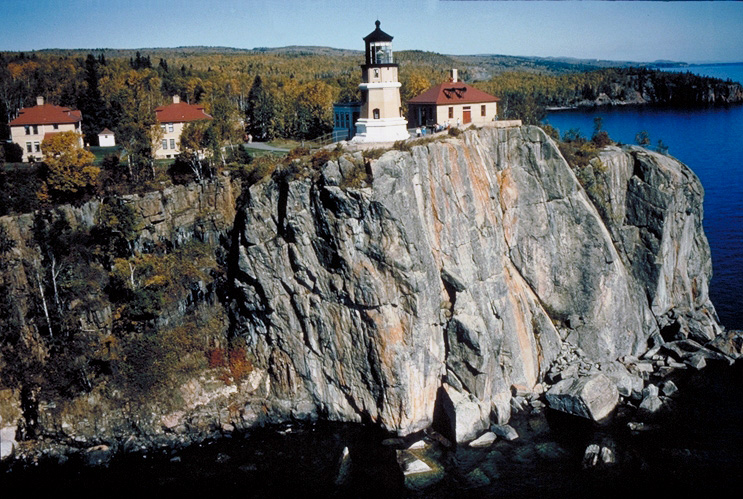
Areál majáku
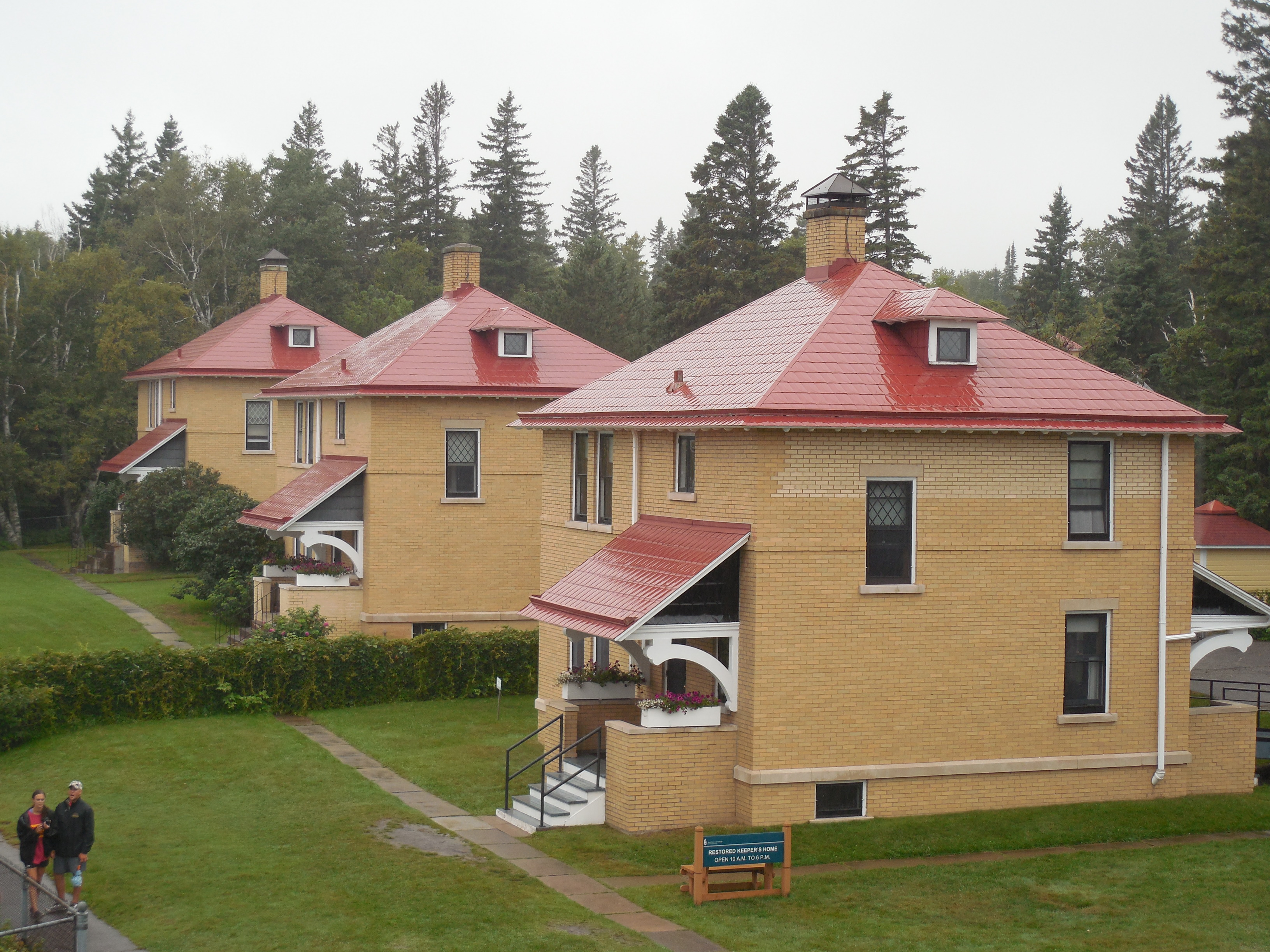
Obytné domy strážců majáku
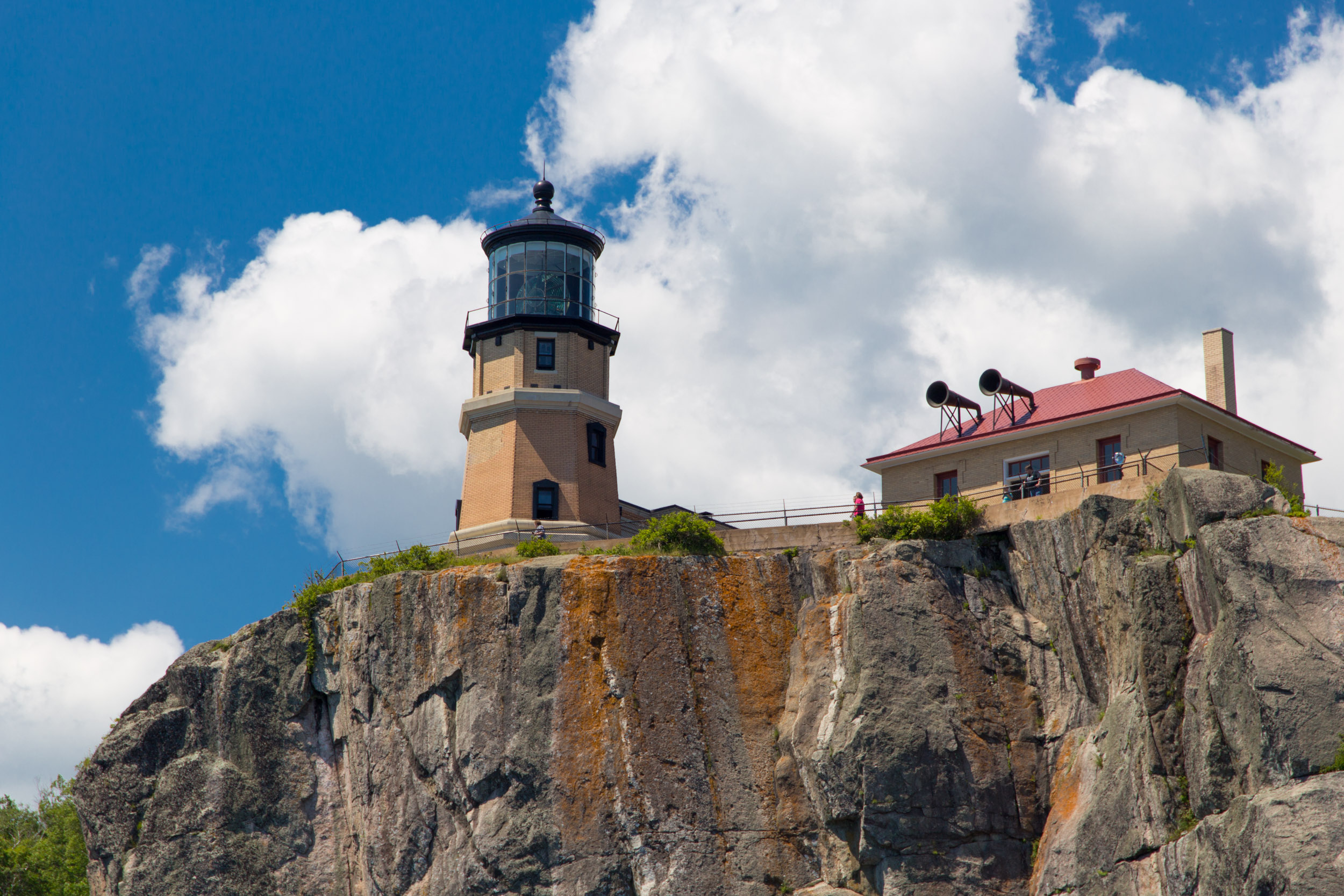
Maják s nautofonem
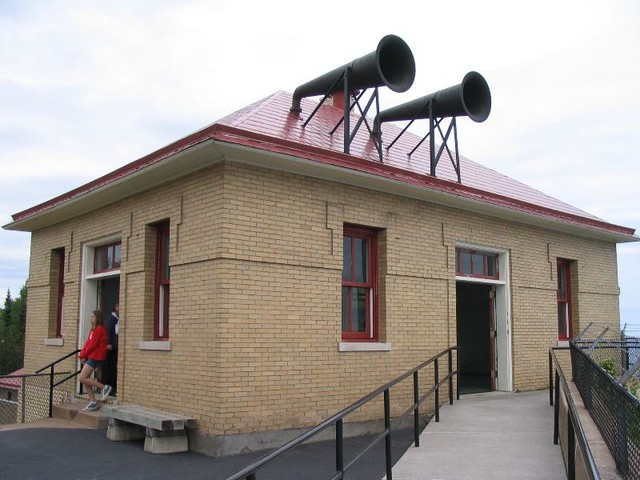
Nautofon
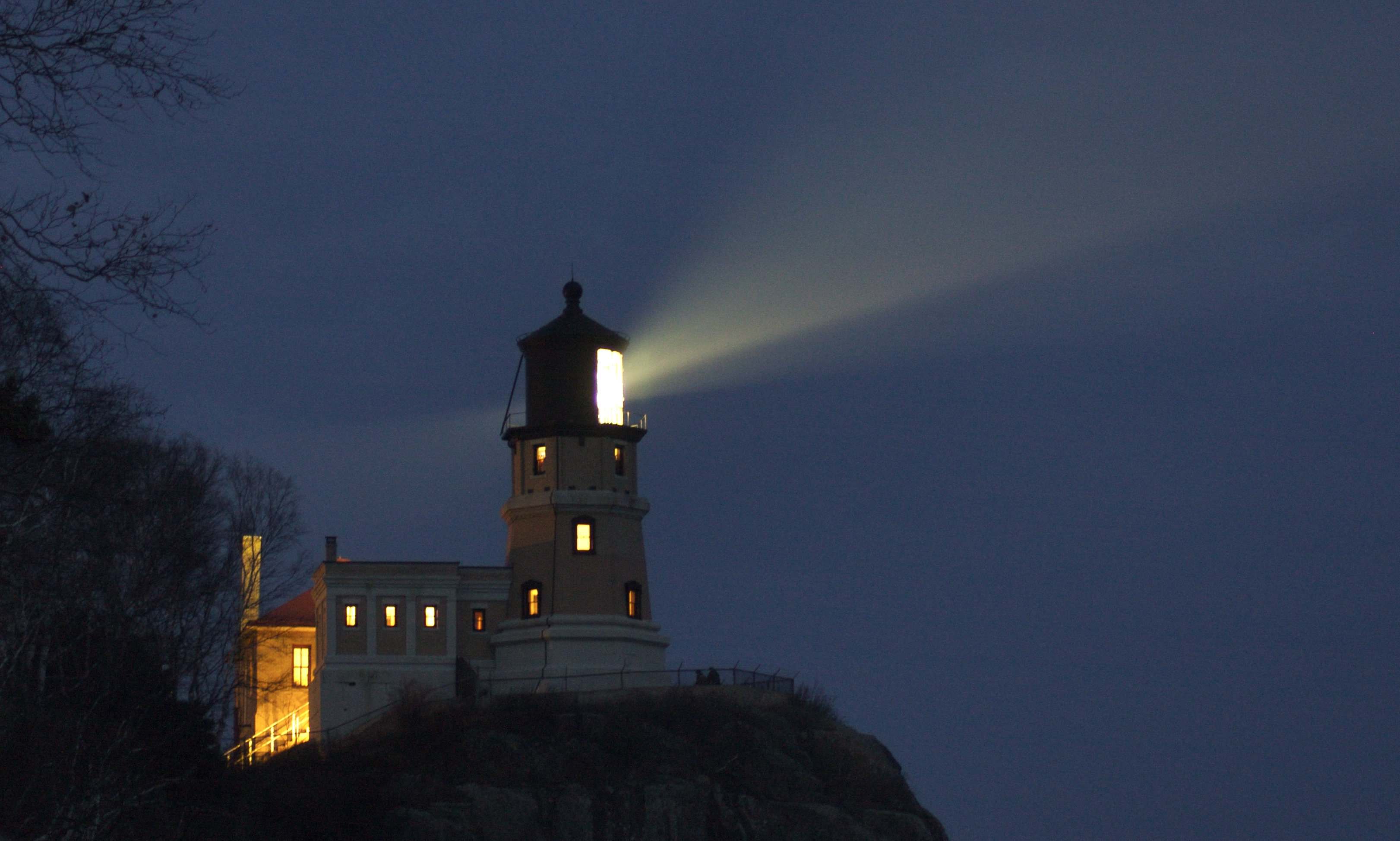
Maják v noci
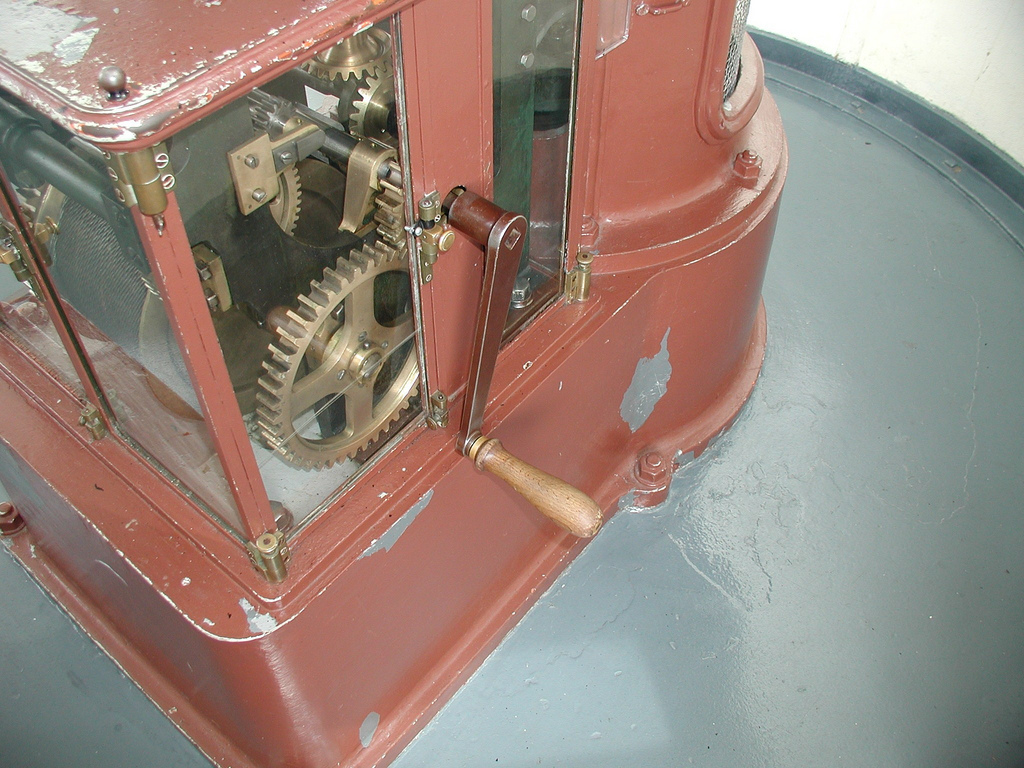
Mechanické zařízení pro otáčení lampy
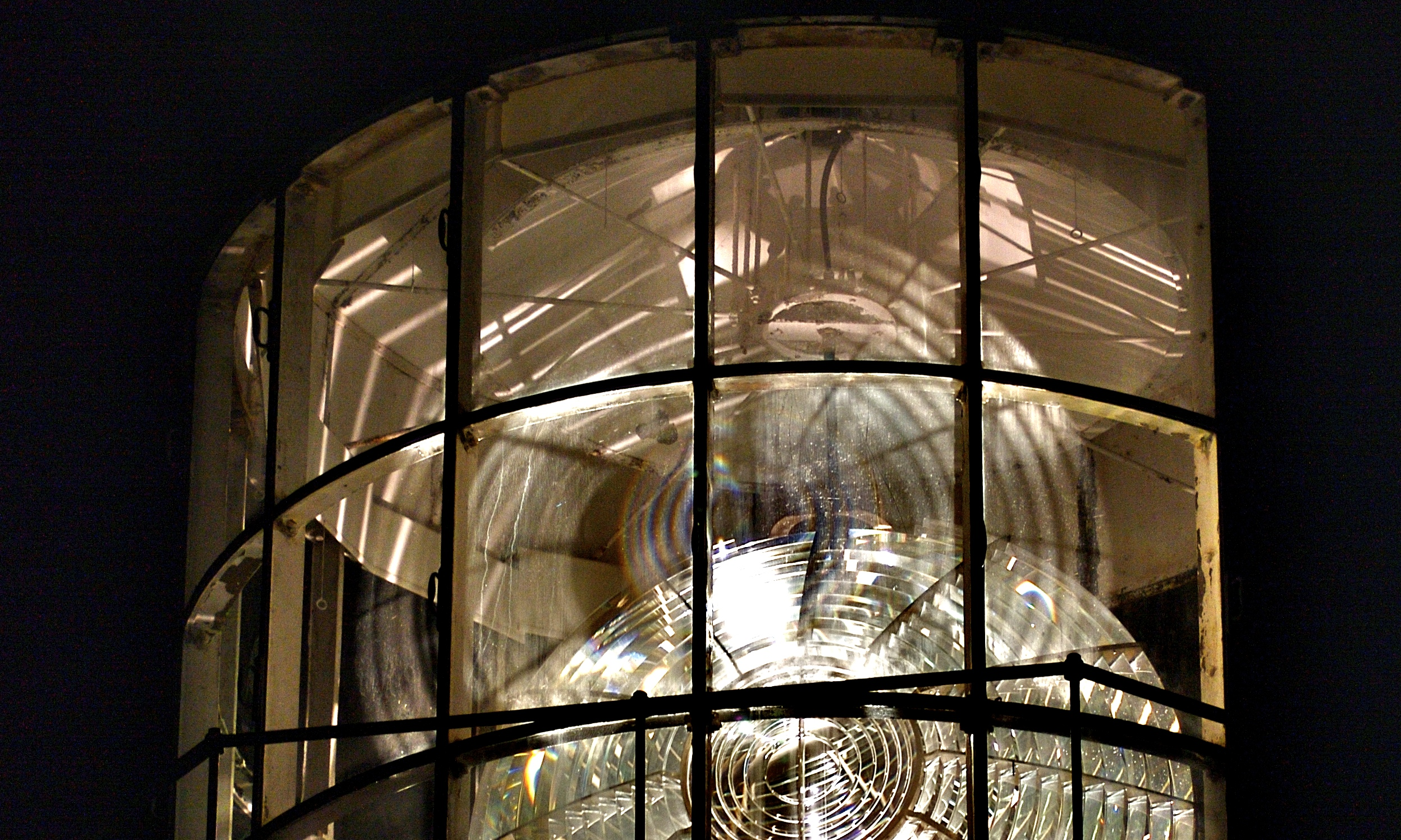
Lucerna
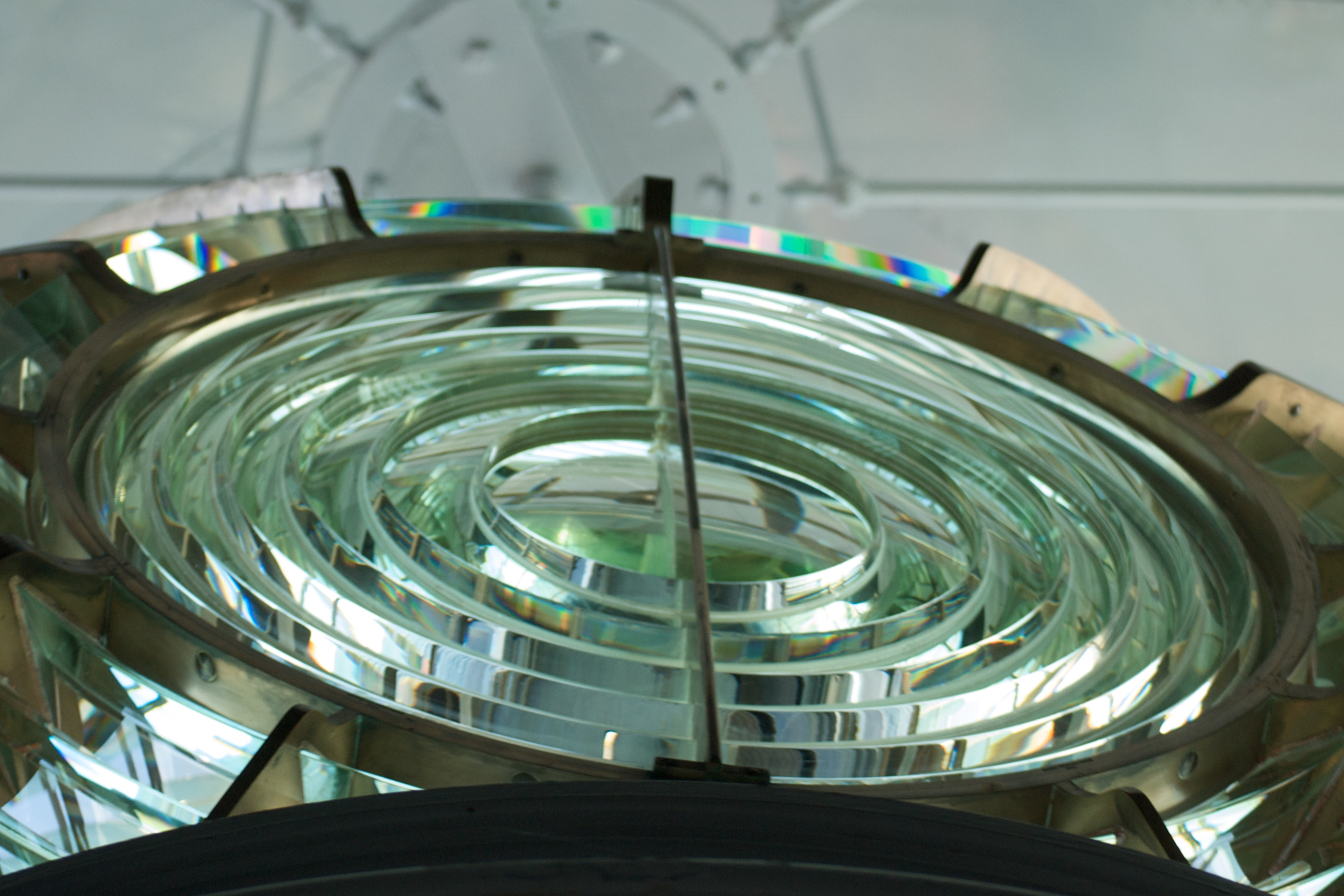
Fresnelova čočka
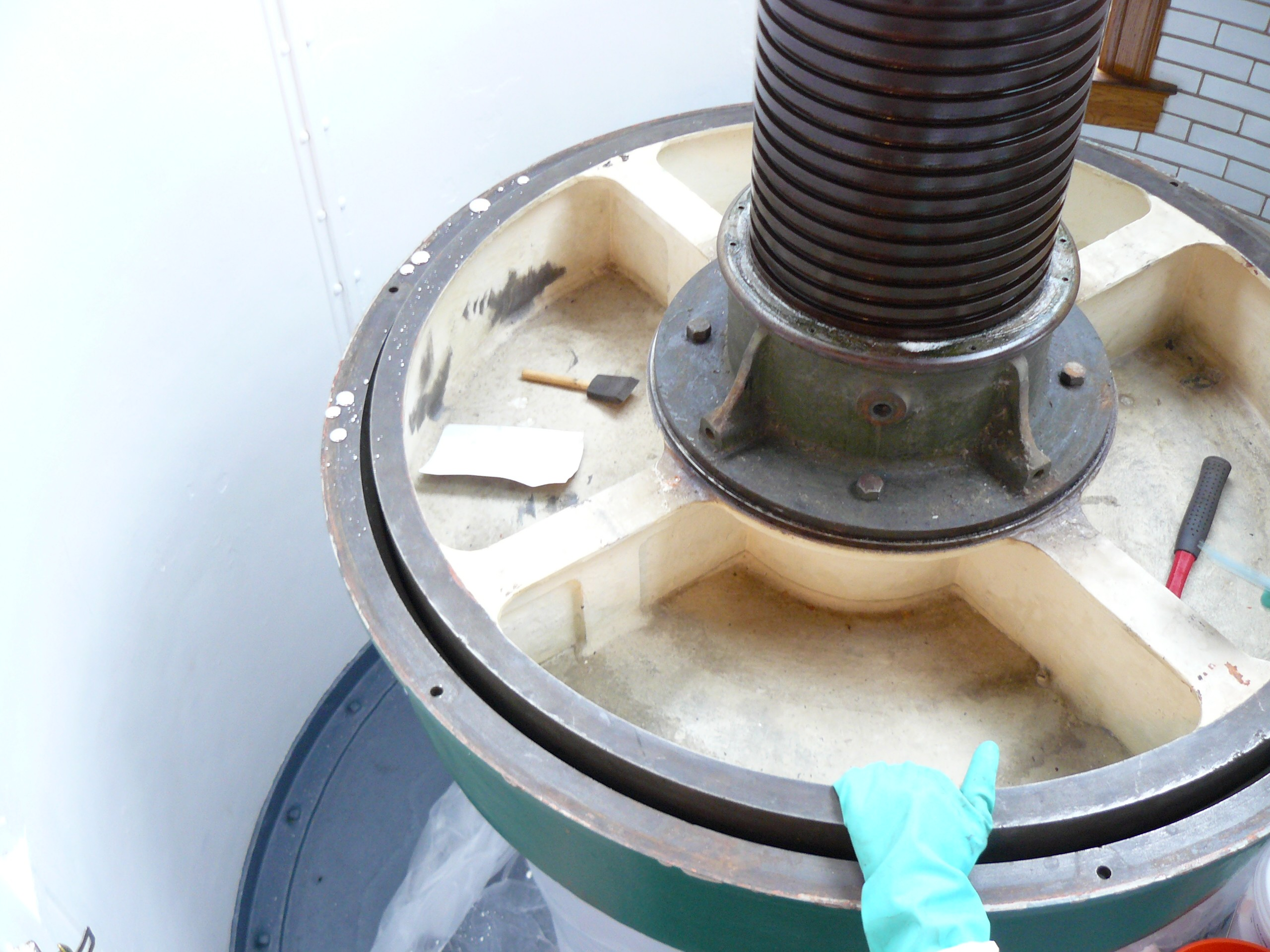
Rtuťové ložisko